# Sasso d'Ombrone
Sasso d'Ombrone (già Sasso di Maremma) è una frazione del comune italiano di Cinigiano, nella provincia di Grosseto, in Toscana.
Il borgo è situato a 9 km dal centro del capoluogo comunale, nella parte nord-occidentale del territorio cinigianese.

## Storia
La località era nota in epoca medievale con la denominazione di Sasso di Maremma; sorse in un punto strategico in corrispondenza di un antico attraversamento sul fiume Ombrone. Originariamente era controllato dagli Aldobrandeschi che vi costruirono nella parte sommitale un castello oramai scomparso, di cui restano solo alcuni ruderi sulla vetta della collina.
In seguito passò agli Ardengheschi, il cui potere interessava anche altre località della parte settentrionale della provincia di Grosseto lungo la Valle dell'Ombrone. Successivamente, passò sotto il controllo di Siena, che lo cedette prima allo Spedale di Santa Maria della Scala e infine alla famiglia dei Buonsignori.
A metà del XVI secolo, Sasso d'Ombrone entrò a far parte del Granducato di Toscana, a seguito della definitiva caduta della Repubblica di Siena.
Il centro fu sede di una commenda dei Cavalieri di Malta.

## Monumenti e luoghi d'interesse

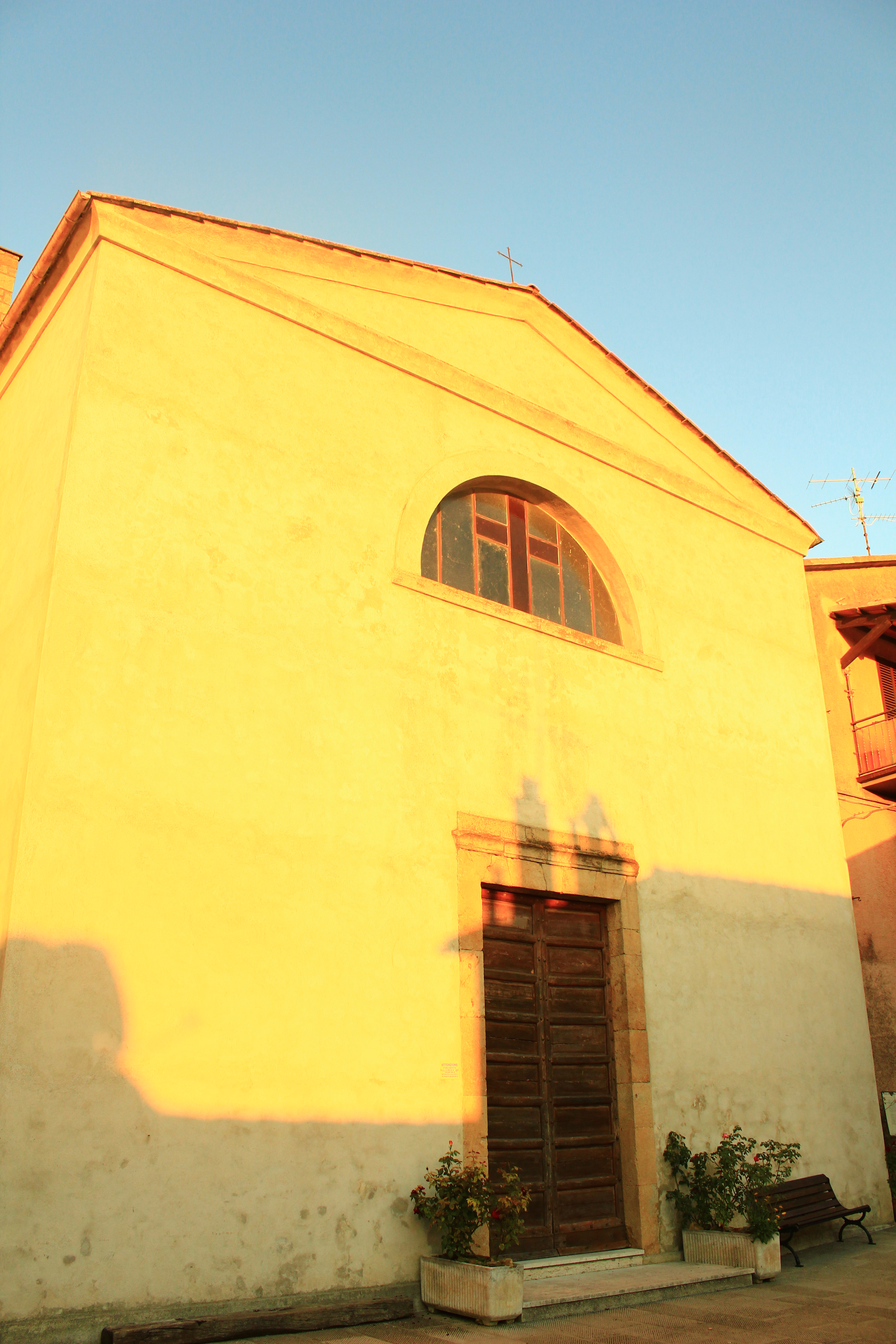
Chiesa di San Michele Arcangelo

- Chiesa di San Michele Arcangelo, di origini medievali ma con rifacimenti successivi.
- Ex chiesa di Sasso d'Ombrone, costruita nella seconda metà del XVI secolo, è stata trasformata in epoca moderna, ospitando anche un asilo durante il secolo scorso.
- Santuario della Madonna del Soccorso, ricostruito nel XIX secolo, ospita una venerata immagine della Madonna.
- Chiesa di Santo Stefano a Pignese, edificio religioso scomparso di origini medievali, che sorgeva in località Santo Stefano, a nord-est di Sasso d'Ombrone, lungo la sponda sinistra dell'Ombrone.

## Società

### Evoluzione demografica
Quella che segue è l'evoluzione demografica della frazione di Sasso d'Ombrone. Sono indicati gli abitanti dell'intera frazione e dove è possibile la cifra riferita al solo capoluogo di frazione.
Dal 1991 sono contati da Istat solamente gli abitanti del centro abitato, non della frazione.
| Anno | Abitanti | Abitanti       |
| Anno | Frazione | Centro abitato |
| ---- | -------- | -------------- |
| 1640 | 403      | -              |
| 1745 | 240      | -              |
| 1833 | 524      | -              |
| 1845 | 703      | -              |
| 1921 | 1 439    | -              |
| 1931 | 1 494    | -              |
| 1961 | 791      | 480            |
| 1981 | 578      | 411            |
| 1991 | -        | 356            |
| 2001 | -        | 300            |
| 2011 | -        | 314            |